# Michel Arpin
Michel Arpin (* 28. Dezember 1935 in Sainte-Foy-Tarentaise; † 30. Mai 2015 in Thonon-les-Bains) war ein französischer Skirennläufer.

## Karriere
Arpin war zwischen 1956 und 1966 Teil der französischen Nationalmannschaft. Während seiner aktiven Laufbahn erreichte er mehrere Spitzenplatzierung bei internationalen Rennen, so siegte er bspw. 1960 beim 3-Tre-Rennen in Madonna di Campiglio oder 1965 beim Vitranc-Pokal in Kranjska Gora. Auch gewann er vier französische Meistertitel, davon alleine drei im Jahr 1960 in der Abfahrt, sowie im Riesenslalom und der Alpinen Kombination.
Bei internationalen Großereignissen blieb ihm eine Podestplatzierung versagt, 1964 belegte er im Slalom bei den Olympischen Winterspielen in Innsbruck den Vierten Platz, wobei ihm über anderthalb Sekunden auf den drittplatzierten Jimmy Heuga fehlten.
1966 beendete Arpin seine aktive Karriere als Skirennläufer. Später arbeitete er für die Skifirma Dynamic und wurde unter anderem Servicetechniker von Jean-Claude Killy.

## Erfolge

### Olympische Winterspiele
- Innsbruck 1964: 4. Slalom

### Weltmeisterschaften
- Chamonix 1962: DNF Riesenslalom[2]
- Innsbruck 1964: 4. Slalom

### Französische Meisterschaften
- Gold in der Abfahrt (1960)
- Gold im Riesenslalom (1960, 1965)
- Gold in der Alpinen Kombination (1960)

### Weitere Erfolge
- Sieg beim 3-Tre-Rennen (1960)
- Sieg beim Vitranc-Pokal (1965)